# Live Inferno
Live Inferno este cel de-al doilea album live al formației Emperor. Concertul de pe primul disc a avut loc în cadrul festivalului Inferno din Norvegia în aprilie 2006, iar concertul de pe cel de-al doilea disc a avut loc în cadrul festivalului Wacken Open Air din Germania în august 2006.
Albumul a fost lansat concomitent cu:
- Live at Wacken Open Air 2006 - A Night of Emperial Wrath, versiunea video (pe DVD) a concertului de pe discul al doilea
- Live Inferno, o compilație alcătuită din cele două CD-uri de pe Live Inferno și DVD-ul de pe Live at Wacken Open Air 2006 - A Night of Emperial Wrath

## Lista pieselor

### CD 1
- Piesele 2, 8, 9, 12 și 13 sunt de pe In the Nightside Eclipse
- Piesele 3, 5, 10 și 14 sunt de pe Anthems to the Welkin at Dusk
- Piesele 4 și 6 sunt de pe IX Equilibrium
- Piesa 7 e de pe Emperor
- Piesa 11 e de pe Prometheus: The Discipline of Fire & Demise
- Piesa 15 e de pe Reverence

1. "Infinity Burning (Medley)"[2]  - 05:43
2. "Cosmic Keys To My Creations And Times" - 04:40
3. "Thus Spake The Nightspirit" - 04:45
4. "An Elegy Of Icaros" - 06:23
5. "With Strength I Burn" - 08:33
6. "Curse You All Men!" - 05:06
7. "Wrath Of The Tyrant" - 04:24
8. "Towards The Pantheon" - 05:39
9. "The Majesty Of The Nightsky" - 04:48
10. "The Loss And Curse Of Reverence" - 06:38
11. "In The Wordless Chamber" - 05:34
12. "Inno A Satana" - 04:58
13. "I Am The Black Wizards" - 05:38
14. "Ye Entrancemperium" - 05:43
15. "Opus A Satana" - 01:13

### CD 2
- Piesele 2, 7, 8, 11 și 12 sunt de pe In the Nightside Eclipse
- Piesele 3, 6 și 9 sunt de pe Anthems to the Welkin at Dusk
- Piesele 4 și 5 sunt de pe IX Equilibrium
- Piesa 10 e de pe Prometheus: The Discipline of Fire & Demise

1. "Infinity Burning (Medley)"[2] - 05:58
2. "Cosmic Keys To My Creations And Times" - 04:28
3. "Thus Spake The Nightspirit" - 04:45
4. "An Elegy Of Icaros" - 06:11
5. "Curse You All Men!" - 05:18
6. "With Strength I Burn" - 08:29
7. "Towards The Pantheon" - 05:38
8. "The Majesty Of The Nightsky" - 04:33
9. "The Loss And Curse Of Reverence" - 06:41
10. "In The Wordless Chamber" - 05:53
11. "I Am The Black Wizards" - 06:03
12. "Inno A Satana" - 06:31

## Personal
- Ihsahn - vocal, chitară
- Samoth - chitară
- Trym Torson - baterie